# کلاهبرداری بیمه‌ای
کلاهبرداری بیمه‌ای یا تقلب بیمه‌ای هر عملی است که برای کلاهبرداری از فرایند بیمه انجام می‌شود. زمانی اتفاق می‌افتد که مدعی تلاش می‌کند منفعت یا مزیتی را که مستحق آن نیست را به دست آورد، یا زمانی که بیمه‌گر آگاهانه منفعتی را که به آن تعلق دارد انکار می‌کند. طبق گزارش اداره تحقیقات فدرال ایالات متحده، رایج‌ترین طرح‌ها شامل استفاده از حق بیمه توسط شخصی دیگر، کاهش هزینه‌ها، استفاده از دارایی‌ها توسط شخصی دیگر و تقلب در غرامت کارگران است. عاملان این طرح‌ها می‌توانند کارمندان شرکت بیمه یا مدعیان باشند. ادعاهای کاذب بیمه، دعاوی بیمه ای هستند که با قصد کلاهبرداری نسبت به ارائه دهنده بیمه ثبت می‌شوند.

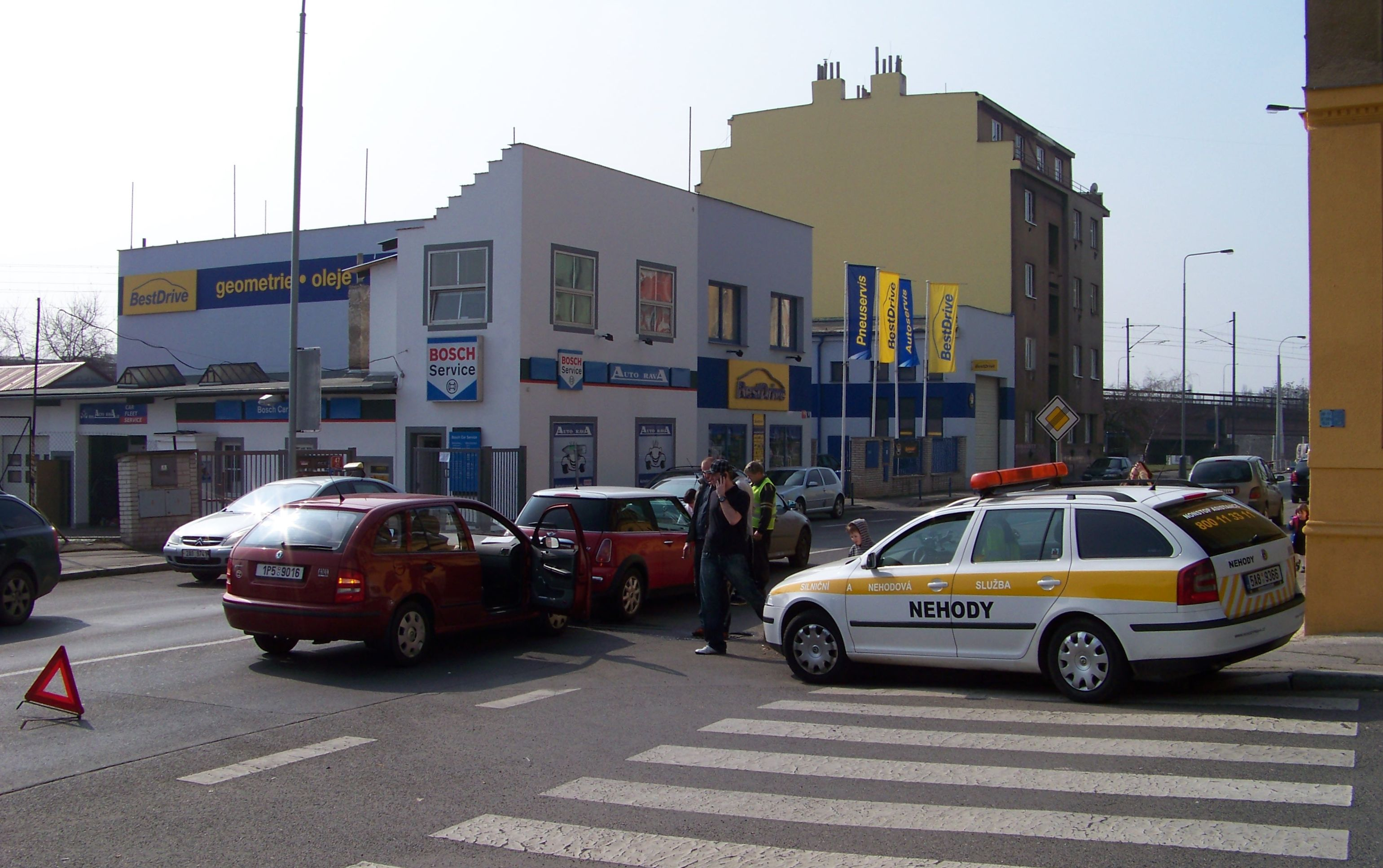
تصادف جعلی برای سوء استفاده از بیمه

تقلب بیمه ای از بدو ورود بیمه به عنوان یک بنگاه تجاری وجود داشته‌است. خسارت‌های تقلبی بخش قابل توجهی از کل خسارت‌های دریافتی توسط بیمه گذاران را تشکیل می‌دهد و سالانه میلیاردها دلار هزینه دارد. انواع تقلب بیمه ای متنوع بوده و در تمامی حوزه‌های بیمه رخ می‌دهد. جرایم بیمه ای نیز از نظر شدت متفاوت است، از ادعاهای اندکی اغراق‌آمیز گرفته تا ایجاد تصادف یا خسارت عمدی. فعالیت‌های متقلبانه بر زندگی افراد بی‌گناه تأثیر می‌گذارد، این تأثیر ممکن است مستقیماً از طریق صدمات یا آسیب‌های تصادفی یا عمدی و هم به‌طور غیرمستقیم با جرایمی که منجر به افزایش حق بیمه می‌شود باشد. تقلب بیمه ای مشکل مهمی ایجاد می‌کند و دولت‌ها و سایر سازمان‌ها سعی می‌کنند از چنین فعالیتی جلوگیری کنند.
تقریظی از شاعر رومی مارشال شواهد روشنی ارائه می‌دهد که پدیده تقلب بیمه‌ای در امپراتوری روم و در طول قرن اول پس از میلاد شناخته شده بوده.